# Peperomia haenkeana
Peperomia haenkeana är en pepparväxtart som beskrevs av Philipp Filip Maximilian Opiz. Peperomia haenkeana ingår i släktet peperomior, och familjen pepparväxter. Inga underarter finns listade i Catalogue of Life.